# Obama (famiglia)

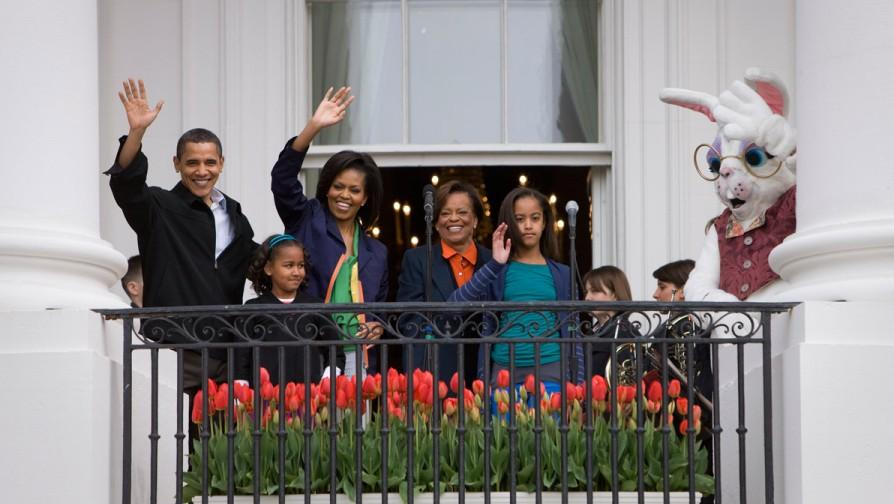
La famiglia Obama mentre saluta dal portico sud della Casa Bianca nel periodo pasquale, aprile 2009.

La famiglia Obama americana, anglo-americana, indonesiana e keniota (Luo), resa celebre da Barack Obama, il 49º presidente degli Stati Uniti. Gli Obama sono la prima famiglia americana di un presidente degli Stati Uniti e la famiglia più giovane dall'era Kennedy.

## Membri attuali
- Michelle Obama (nata Robinson, 17 gennaio 1964, Chicago) è la moglie di Barack Obama. Avvocato di formazione, ha studiato alla Princeton University e ad Harvard. È stata la first lady degli Stati Uniti fino al 20 gennaio 2017.
- Malia Obama (4 luglio 1998)[3] e Sasha (Natasha) Obama (10 giugno 2001), le figlie di Barack Obama. Sasha è il figlio più piccolo della Casa Bianca dai tempi di John Fitzgerald Kennedy Jr., che era un neonato nel 1961 quando suo padre entrò in carica. Sasha è stato anche il primo residente della Casa Bianca, nato nel XXI secolo. Mentre vivevano a Chicago, hanno mantenuto orari serrati, frequentando, secondo l'Associated Press, "calcio, danza e teatro per Malia, ginnastica e tip-tap per Sasha, pianoforte e tennis per entrambi". Nel luglio 2008 la famiglia è stata intervistata per il programma televisivo Access Hollywood; in seguito Obama si è rammaricato di aver permesso che i bambini venissero filmati. Nel suo discorso di vittoria la sera della sua elezione, Barack Obama ha promesso che avrebbe comprato un cane alle sue figlie quando si sarebbero stabilite alla Casa Bianca.[4] Tuttavia, la scelta di un cane è stata ritardata a causa dell'allergia di Malia ai peli di cane;[5] il presidente successivamente ha detto che stava scegliendo tra un labrador e un cane d'acqua portoghese, e che intendevano prendere un cane da un rifugio.[6] Di conseguenza, alla famiglia venne presentato Bo "portoghese", preso dagli allevatori. Malia e Sasha hanno frequentato la Sidwell Friends School a Washington, la stessa scuola frequentata dai figli di Clinton, Nixon e Theodore Roosevelt, nonché dai nipoti del vicepresidente e presidente Joe Biden.[7] Hanno iniziato le lezioni il 5 gennaio 2009, mentre poi entrambe hanno frequentato una scuola privata presso l'Università di Chicago.
- Marian Shields Robinson (nata Marian Shields Robinson; nata nel luglio 1937) è la suocera di Barack Obama, la madre di Michelle Obama. Vedova, il marito, Fraser Robinson III, che ha sposato nel 1960, è morto nel 1991.[8]

## I genitori di Barack Obama
- Padre - Barack Hussein Obama Sr. (1936-1982)
- Madre - Ann Dunham (29 novembre 1942-7 novembre 1995)